# Giao thông Slovakia
Giao thông Slovakia bao gồm đường sông hồ, đường sắt và đường bộ. Do không giáp biển, nước này phải ra đại dương qua các hải cảng của Ba Lan và Ukraine.

## Đường bộ
Bratislava là một điểm nút đường cao tốc quốc tế lớn: Đường cao tốc D1 nối Bratislava với Trnava, Nitra, Trenčín, Žilina và các địa điểm ở xa hơn, trong khi Đường cao tốc D2, chạy theo hướng bắc nam, nối thành phố này với Praha, Brno và Budapest. Đường cao tốc D4 (đường vòng phía ngoài), sẽ làm giảm áp lực trên hệ thống đường cao tốc của thành phố, hầu như mới ở giai đoạn lập kế hoạch.
Đường cao tốc A6 tới Viên nối trực tiếp Slovakia với hệ thống đường cao tốc Áo và mở cửa ngày 19 tháng 11 năm 2007.

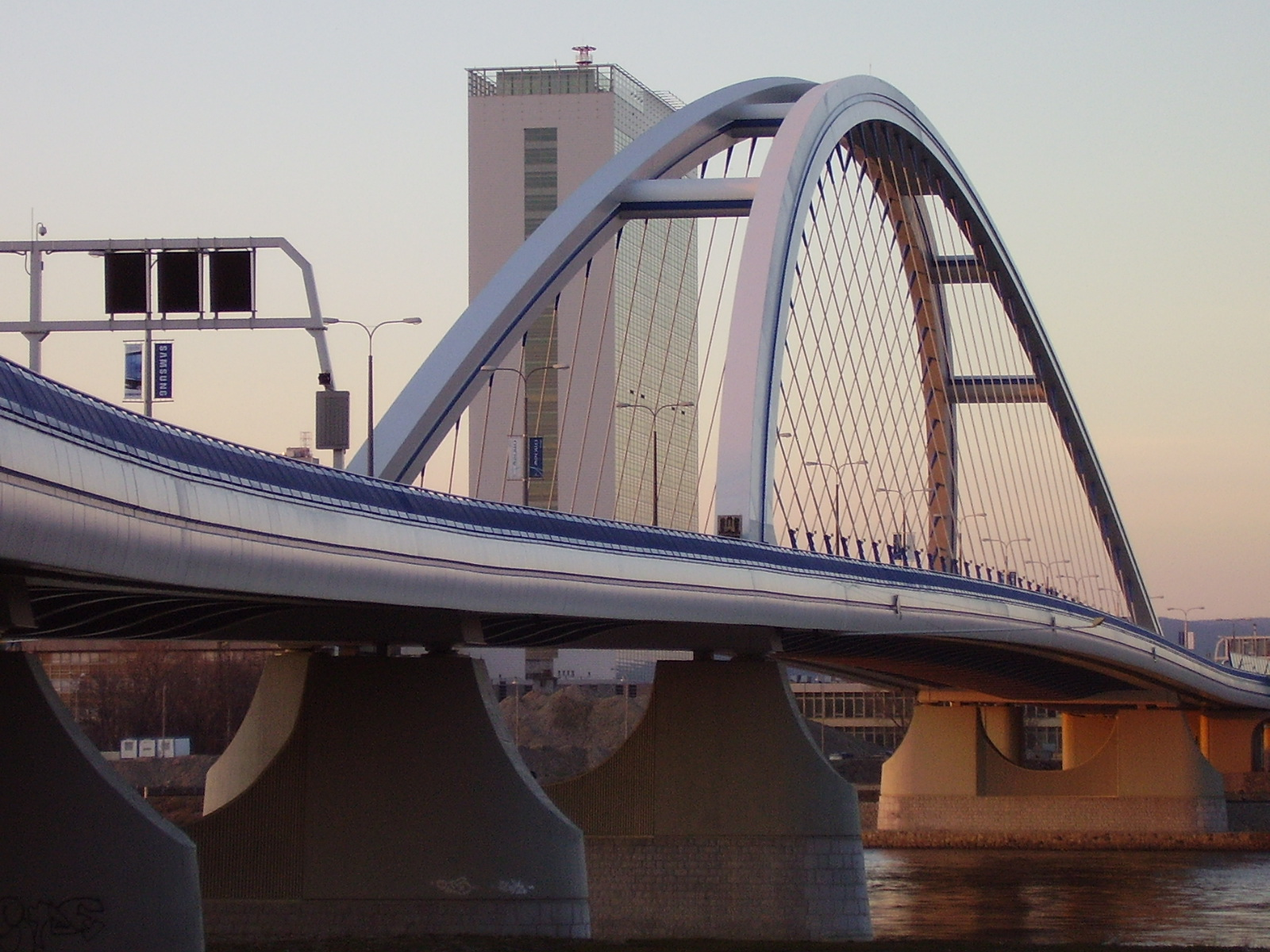
Cầu Apollo

Hiện tại, có năm cây cầu bắc qua sông Danube (thứ tự theo dòng chảy): Lafranconi Bridge, Nový Most (Cầu Mới), Starý most (Cầu Cũ), Most Apollo và Prístavný most (Cầu Cảng).
Mạng lưới đường bộ bên trong thành phố được làm theo hình tròn xuyên tâm. Hiện nay, giao thông đường bộ tại Bratislava đang phát triển nhanh chóng, tăng áp lực lên mạng lưới đường. Có khoảng 200,000 xe đăng ký tại Bratislava, (xấp xỉ 2 người trên mỗi chiếc xe).

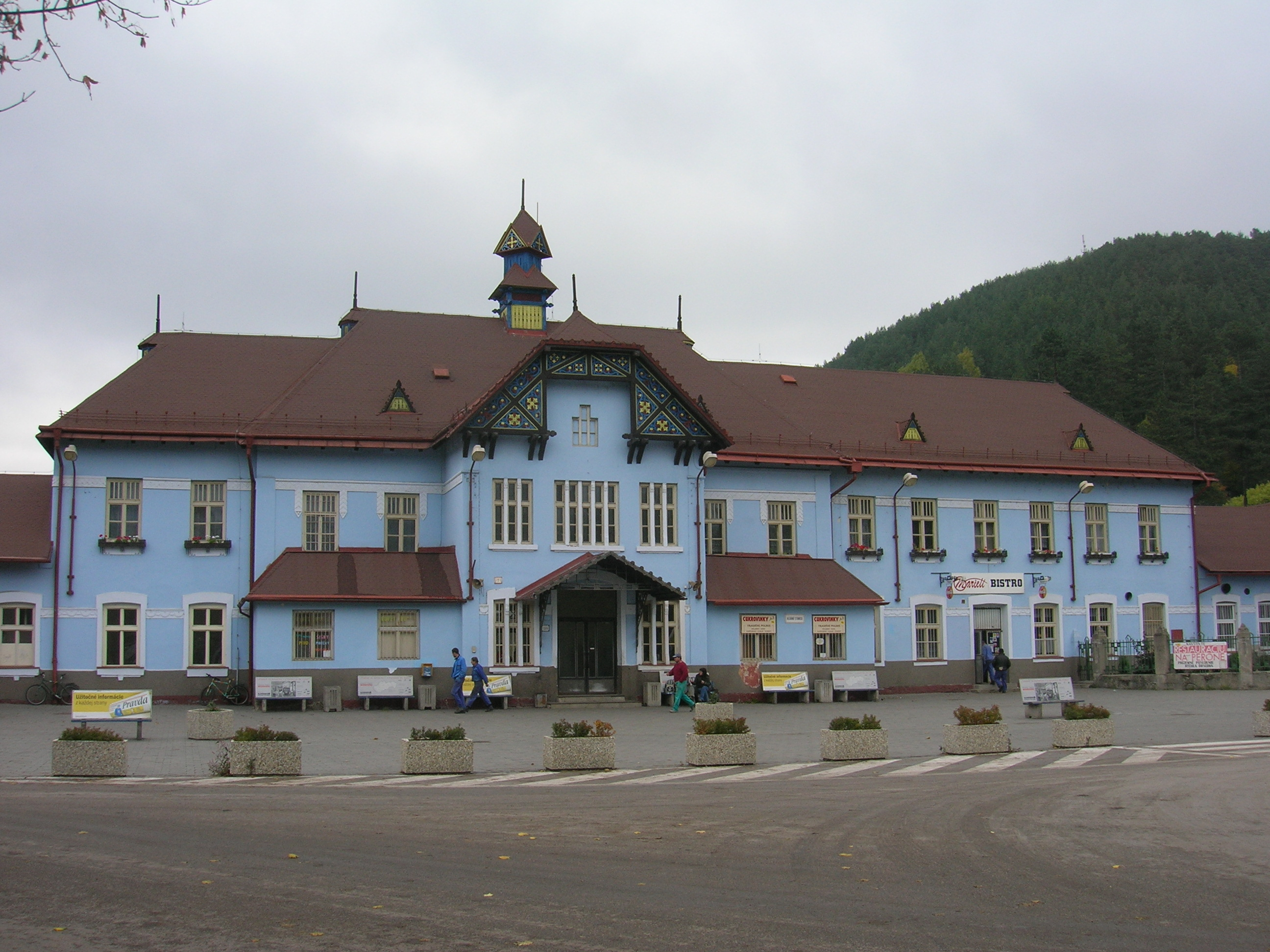
Ga đường sắt Ružomberok

## Hàng không

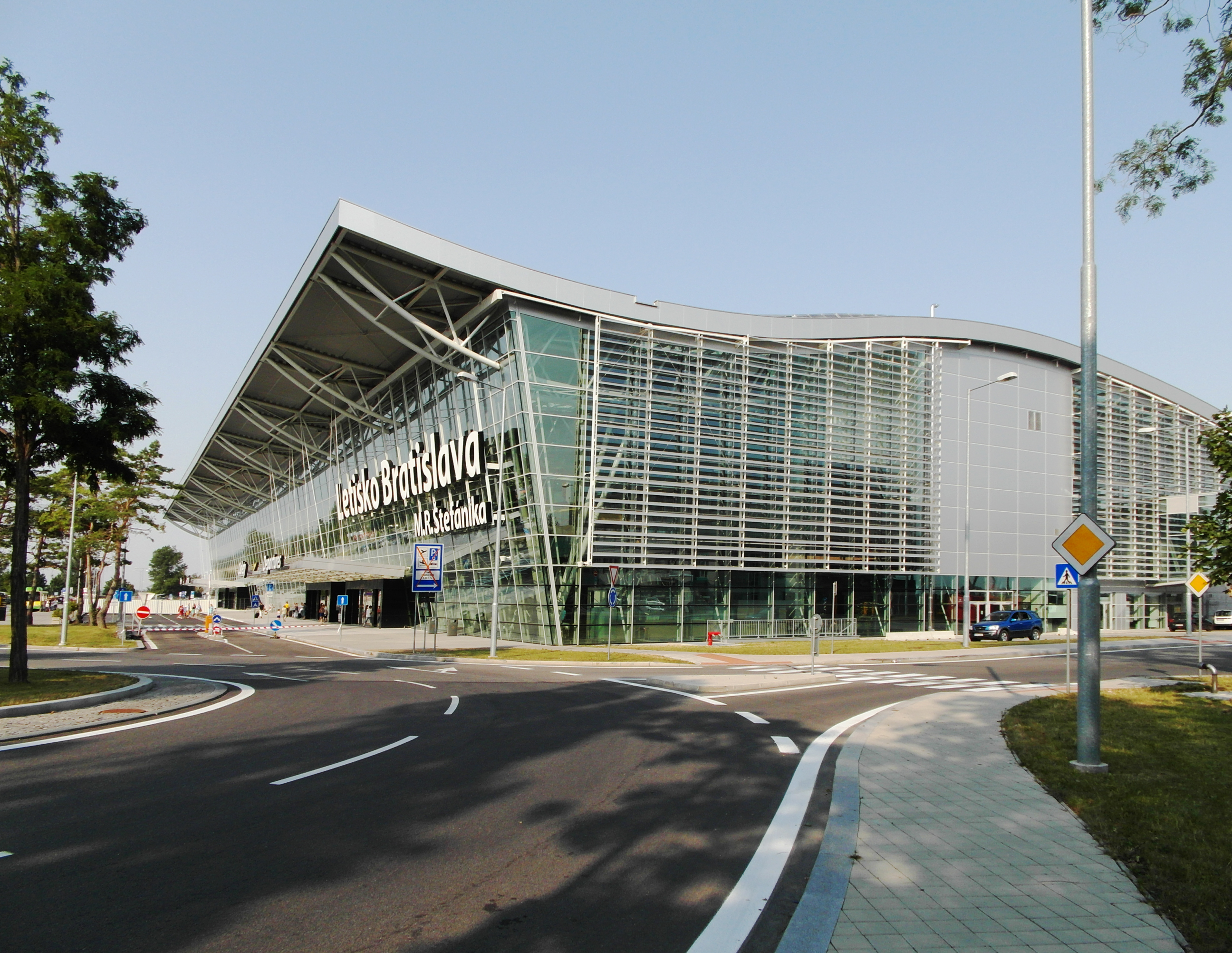
Sân bay quốc tế Bratislava

Sân bay M. R. Štefánik tại Bratislava là sân bay quốc tế chính tại Slovakia. Nó nằm cách trung tâm thành phố 9 kilômét (5.59 dặm). Đây là nơi đón tiếp các chuyến bay dân sự và chính phủ, các chuyến bay nội địa và quốc tế định kỳ và không định kỳ. Các đường băng hiện thích hợp cho mọi loại máy bay đang được sử dụng. Sân bay có lượng hành khách gia tăng nhanh chóng trong những năm gần đây; năm 2000 sân bay phục vụ 279,028 hành khách, 1,937,642 hành khách năm 2006 và 2,024,142 năm 2007. Smaller airports served by passenger airlines include those in Košice và Poprad.

## Đường sông
Cảng Bratislava là một trong hai cảng đường sông quốc tế tại Slovakia. Cảng nối Bratislava với các tuyến đường biển quốc tế, đặc biệt là nối từ Biển Bắc đến Biển Đen qua Kênh Rhine–Main–Danube.
Ngoài ra, các tuyến đường du lịch cũng hoạt động từ cảng hành khách Bratislava, gồm các tuyến đường tới Devín, Viên và những nơi khác.

## Vận tải công cộng

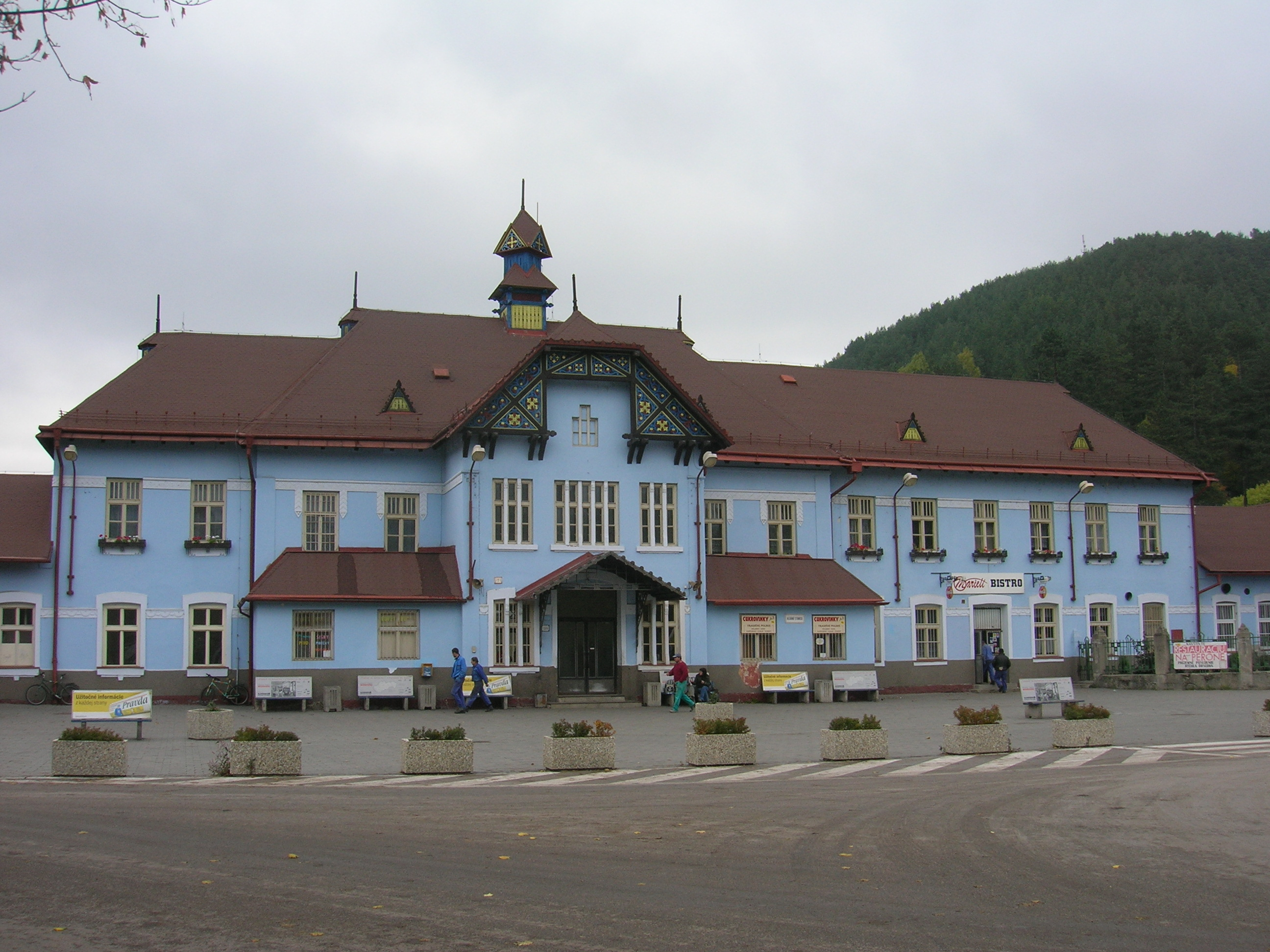
Cảng đường sắt Ružomberok

Vận tải công cộng tại Bratislava được quản lý bởi Dopravný podnik Bratislava, một công ty thuộc sở hữu nhà nước. Hệ thống vận tải được gọi là Mestská hromadná doprava (MHD, Municipal Mass Transit). Lịch sử vận tai công cộng tại Bratislava bắt đầu năm 1895, với sự khai trương tuyến xe điện đầu tiên.

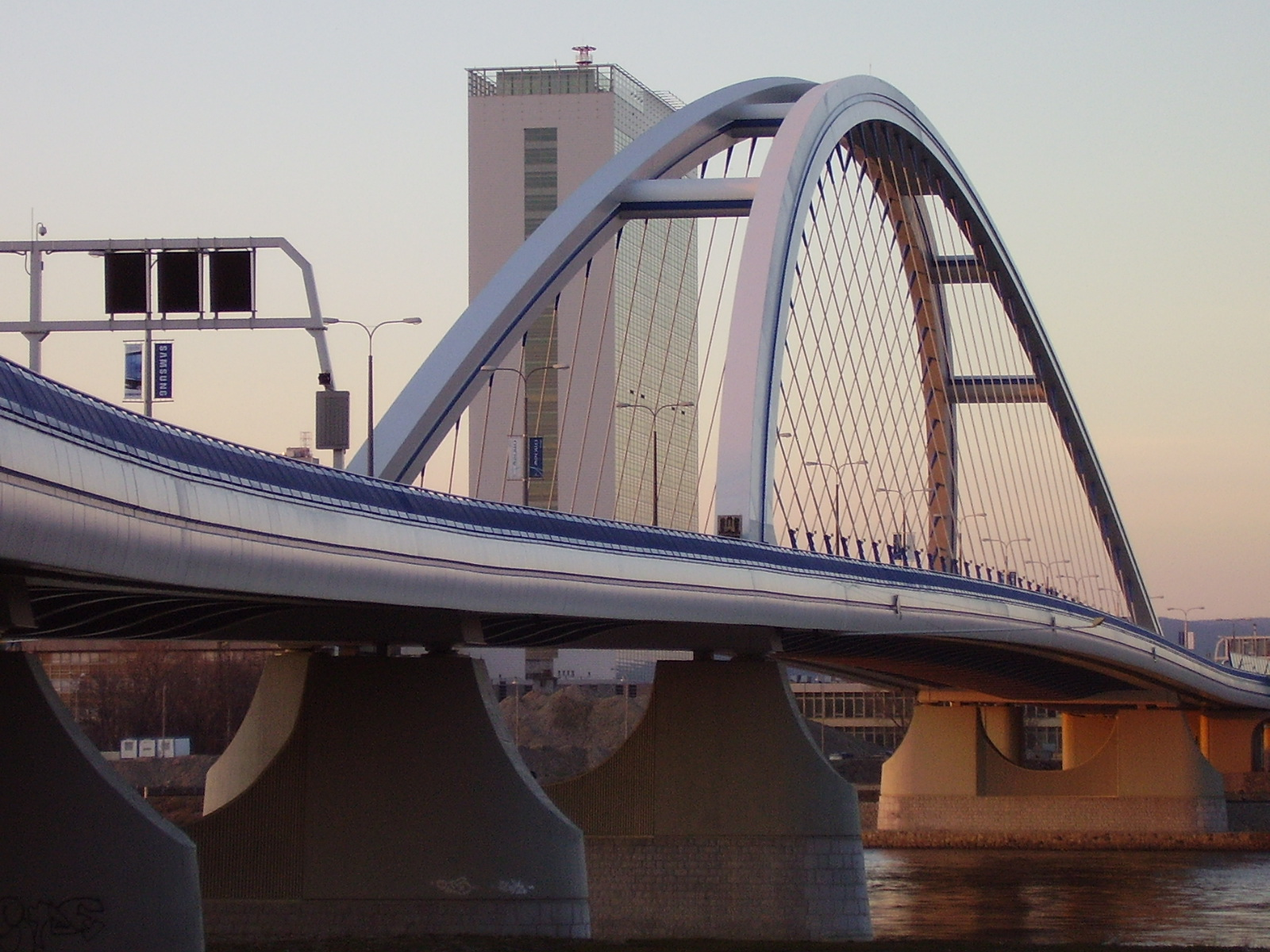
Cầu Apollo

Hệ thống sử dụng ba kiểu phương tiện chính. Xe buýt bao phủ hầu như toàn bộ thành phố và đi tới những khu vực và thị trấn xa nhất, với 60 tuyến ngày, 20 tuyến đêm và các tuyến khác ở một số thời điểm. Tàu điện (streetcars) hoạt động trên 13 tuyến đông nhất, ngoại trừ Petržalka.Xe điện bánh hơi hoạt động như một phương tiện vận tải phụ, với 13 tuyến. Một dịch vụ phụ trợ khác, Bratislava Integrated Transport (Bratislavská integrovaná doprava), nối các tuyến đường xe buýt và tàu hoả của thành phố với các điểm bên ngoài.
Các điểm trung chuyển vận tải gồm Trnavské mýto, Račianske mýto, Patronkas, ga đường sắt chính, và các điểm khác.
- Motorways
  - D1: Bratislava - Trnava - Trenčín - Považská Bystrica - Žilina, Liptovský Mikuláš - Jánovce, Prešov - Košice - Záhor(SK/UA border)
  - D2: Kúty (CZ/SK border) - Malacky - Bratislava - Jarovce (SK/H border)
  - D3: Dolný Hričov - Žilina - Čadca - Skalité(SK/PL border)
  - D4: Jarovce - (SK/A border)
- Expressways
  - R1: Trnava - Nitra - Zvolen - Banská Bystrica
  - R2: (SK/CZ border) - Trenčín - Prievidza - Zvolen - Rimavská Sobota - Košice
  - R3: (SK/H border) - Zvolen - Martin - (SK/PL border)
  - R4: (SK/H border) - Košice - Prešov - Svidník - (SK/PL border)
  - R5: Svrčinovec - (SK/CZ border)
  - R6: Beluša - Púchova - (SK/CZ border)
  - R7: Bratislava - Nové Zámky - Krupina - Lučenec

| Length           | Amount |
| ---------------- | ------ |
| over 3,047 m     | 2      |
| 2,438 to 3,047 m | 2      |
| 1,524 to 2,437 m | 3      |
| 914 to 1,523 m   | 3      |
| under 914 m      | 9      |
| Total            | 19     |

(2012)

### Du lịch

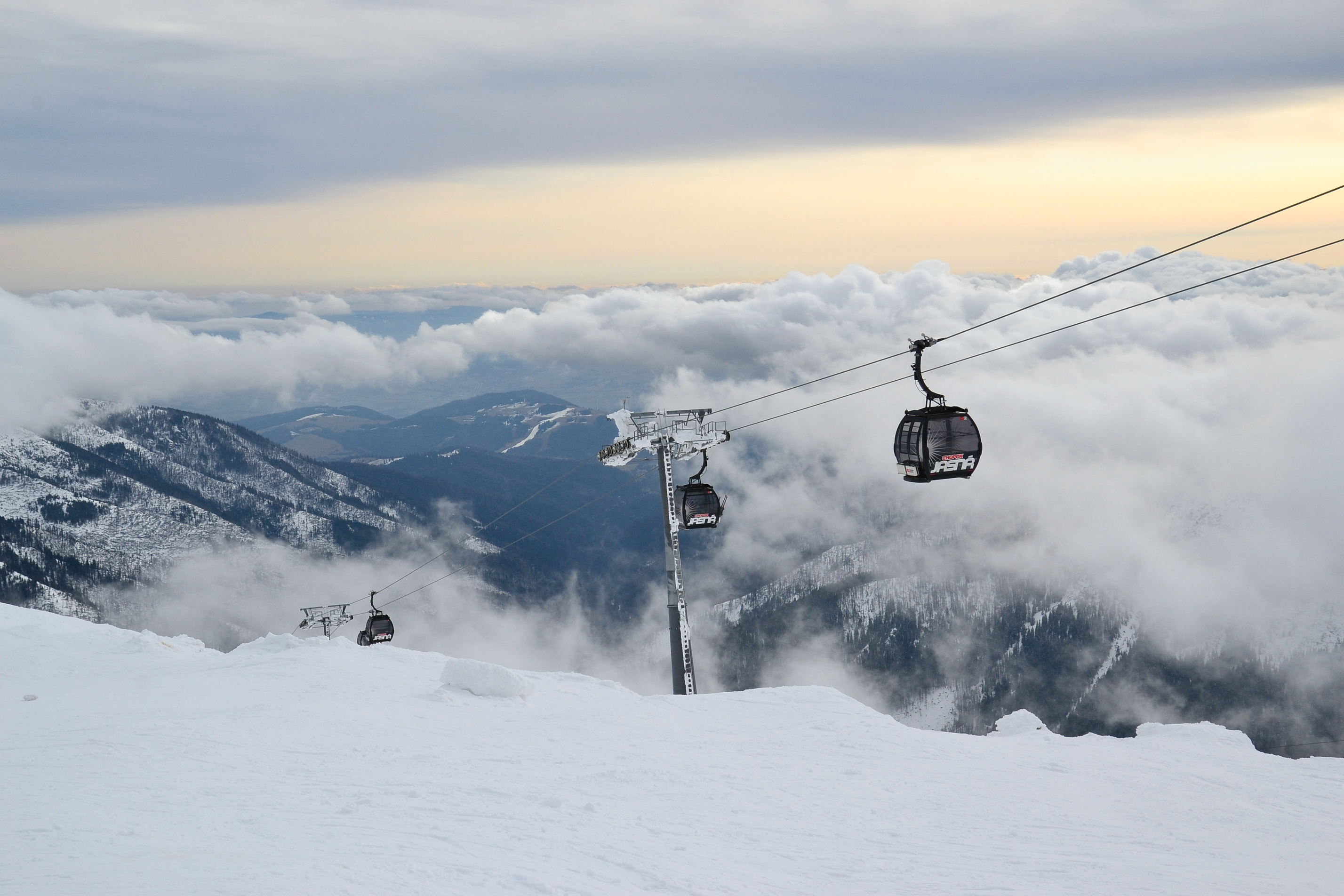
Cableway Jasná

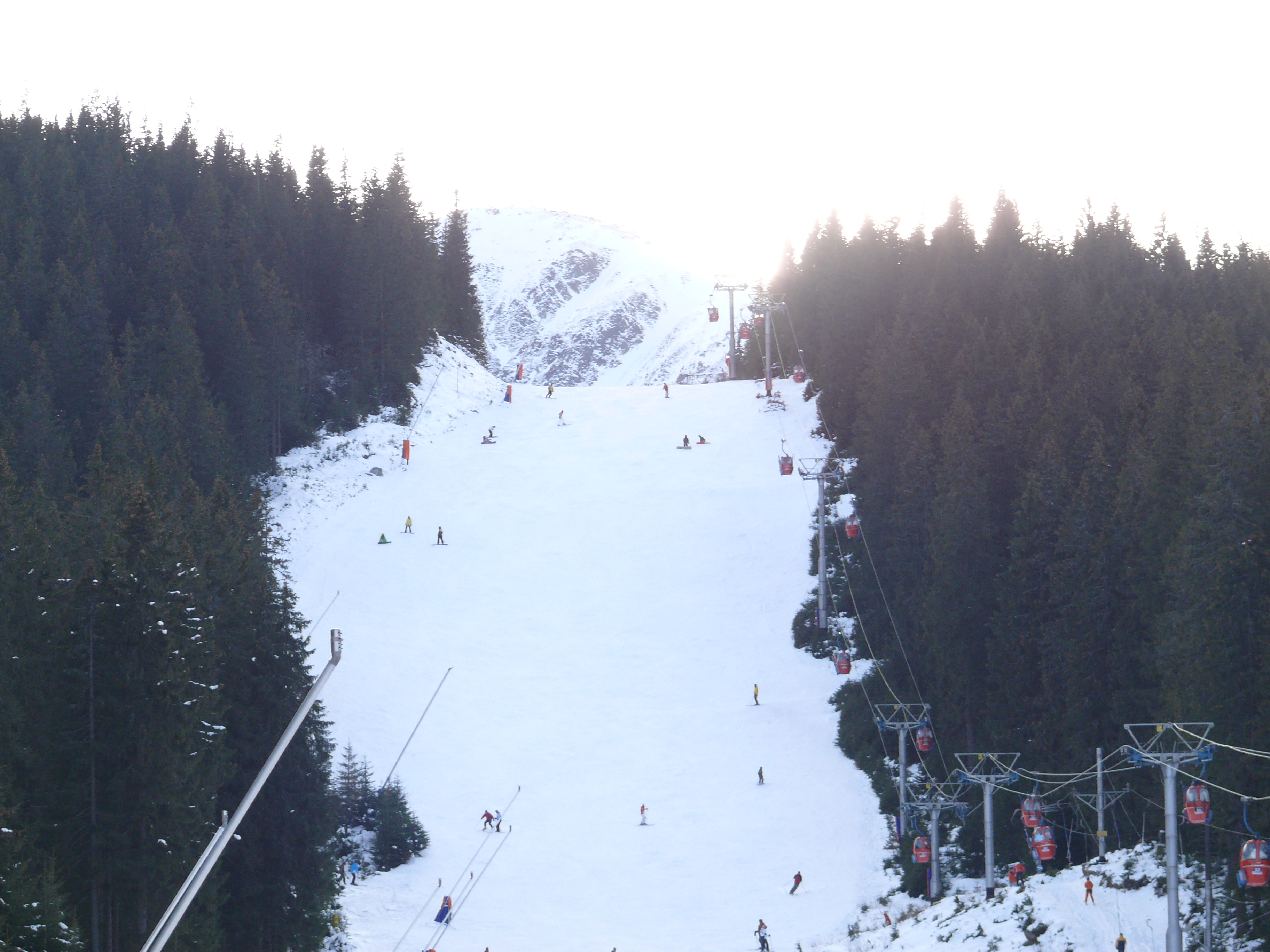
Slovakia là một điểm trượt tuyết tốt ở châu Âu

Slovakia có nhiều địa điểm tự nhiên, các dãy núi, hang động, các lâu đài trung cổ, các thị trấn, kiến trúc dân gian, các khu spa và các khu trượt tuyết.
Hơn 1.6 triệu du khách tới thăm Slovakia năm 2006, và các địa điểm thu hút nhiều du khách nhất là thành phố Bratislava và High Tatras. Hầu hết khách du lịch tới từ Cộng hoà Séc (khoảng 26%), Ba Lan (15%) và Đức (11%).
Các món quà tặng đặc trưng từ Slovakia là những con búp bê mặt trang phục truyền thống, các đồ sành sứ, pha lê, tượng gỗ khắc, črpák (bình đựng nước bằng gỗ), fujara (một nhạc cụ truyền thống trong danh sách của UNESCO) và valaška (một loại rìu dân gian khắc) và hơn hết là các sản phẩm làm từ vỏ ngô và dây, đáng chú ý nhất là các hình người. Những đồ quà tặng có thể được mua tại các cửa hàng của tổ chức nhà nước ÚĽUV (Ústredie ľudovej umeleckej výroby – Trung tâm sản xuất nghệ thuật dân gian). Dãy cửa hàng Dielo bán các đồ chế tạo của các nghệ sĩ và thợ thủ công Slovak. Những cửa hàng này hầu hết có mặt tại các thị trấn và các thành phố.
Giá cả các mặt hàng nhập khẩu nói chung tương đương với các nước láng giềng, trong khi giá các mặt hàng địa phương và các loại dịch vụ, đặc biệt là thực phẩm, thường thấp hơn.

## xem Thêm
1. ↑  "Do Viedne už netreba ísť po okresnej ceste" (bằng tiếng Slovak). Pravda. 2007. Bản gốc lưu trữ ngày 5 tháng 2 năm 2008. Truy cập ngày 19 tháng 11 năm 2007.
2. ↑  "Letisko Bratislava - O letisku - Štatistické údaje (Airport Bratislava - About airport - Statistical data)". Letisko M.R. Štefánika - Airport Bratislava. 2008. Bản gốc lưu trữ ngày 3 tháng 9 năm 2011. Truy cập ngày 19 tháng 1 năm 2008.
3. ↑  "Z histórie (History)" (bằng tiếng Slovak). Dopravný podnik Bratislava. 2004. Bản gốc lưu trữ ngày 8 tháng 6 năm 2007. Truy cập ngày 17 tháng 5 năm 2007.
4. ↑  "Trasy liniek (routes)" (bằng tiếng Slovak). Dopravný podnik Bratislava. 2007. Bản gốc lưu trữ ngày 21 tháng 5 năm 2007. Truy cập ngày 17 tháng 5 năm 2007.
5. ↑  "Pilotný projekt nočných liniek MHD od 1. júla 2007" (bằng tiếng Slovak). Dopravný podnik Bratislava. 2007. Bản gốc lưu trữ ngày 4 tháng 8 năm 2007. Truy cập ngày 26 tháng 7 năm 2007.
6. ↑  "The number of tourists in Slovakia is increasing (Turistov na Slovensku pribúda)" (bằng tiếng Slovak). Aktualne.sk. ngày 30 tháng 6 năm 2007. Truy cập ngày 30 tháng 12 năm 2007.
7. ↑  20 tháng 9 năm 2007/clanok/na-slovensko-chodi-stale-najviac-turistov-z-cr.html "Most tourists in Slovakia still come from the Czech Republic (Na Slovensko chodí stále najviac turistov z ČR)" (bằng tiếng Slovak). Monika Martišková, Joj.sk. ngày 20 tháng 9 năm 2007. Truy cập ngày 28 tháng 11 năm 2007. {{Chú thích web}}: Kiểm tra giá trị |url= (trợ giúp)[liên kết hỏng]

- Highways in Slovakia Lưu trữ ngày 1 tháng 2 năm 2008 tại Wayback Machine